# 杨培生 (1915年)
杨培生（1915年—1985年3月27日）原名路国志。河北省唐县白沙村人。中华人民共和国官员。曾任中共保定地委副书记、保定专署专员、河北省农委副主任。

## 生平
1937年10月，杨培生参加唐县抗日民主政权的工作。1938年5月，加入中国共产党。1939年1月，出任唐县九区（下素）区委书记兼工救会主任。1942年3月，调任唐县围城区（后来划归定唐县）区委书记。
1943年1月，在破坏老虎山、口底村碉堡的战斗中，杨培生派中共地下党员打入敌方内部，里应外合，全歼日军及伪军，摧毁了碉堡。1943年春，杨培生调任中共定唐县委组织部部长，后来升任中共定唐县委副书记。1943年11月，杨培生参与领导广利渠引水腾桥（渡槽）工程的扩建工作，将渠首向上延长4里，并且将木结构改为土石结构，此次工程于1944年8月完工，过水量增至9立方米/秒，扩大了13600亩水浇地。1944年7月，杨培生率民兵配合定唐支队破坏了日本宪兵队的特务组织“大亚公司”，缴获许多物资。
1945年7月到1949年10月，杨培生历任中共定唐县委书记、中共定县县委书记、冀中第九专署专员等职务。在清风店战役中，杨培生任支前总指挥。
中华人民共和国成立后，杨培生任保定专署副专员。1952年，任保定专署专员。（1949年8月，河北省保定区行政督察专员公署成立。1950年12月，改称河北省人民政府保定区专员公署。1955年2月，改称河北省保定专员公署。1960年2月并入保定市人民委员会，1961年5月恢复设立。）1953年1月，任中共保定地委常委。1953年11月，任中共保定地委第三书记。1958年4月，任中共保定地委书记处书记。任内，他对大跃进时期的“共产风”进行抵制。1959年，任代理中共保定地委第一书记。1960年2月到1961年5月，保定专区同保定市合并期间，杨培生任中共保定市委书记（其时设有第一书记）。1961年5月，保定专区同保定市分设之后，杨培生任中共保定地委书记处书记。1963年3月到1967年1月，杨培生任中共保定地委副书记。1963年11月至1967年1月，杨培生任保定专署专员。杨培生还当选为第三届全国人大代表。文化大革命中，杨培生长期受到隔离审查。中共十一届三中全会后，杨培生获得彻底平反。
1981年，杨培生调任河北省农委副主任兼河北省农林科学院党组书记，为平反冤假错案、推进农业科学体制改革、推行所长负责制、对黑龙港低产区进行改造等方面作出了贡献。
1985年3月27日，杨培生逝世。